# B-38 (szybowiec)
B-38 – polski szybowiec wyczynowy skonstruowany w dwudziestoleciu międzywojennym.

## Historia
Inżynier Michał Blaicher w 1937 roku zaprojektował szybowiec wyczynowy, dostosowany do lotów w warunkach słabych noszeń. W 1938 roku zakończono opracowanie dokumentacji projektowej i rozpoczęto budowę prototypu w Lwowskich Warsztatach Lotniczych.
Budowę prototypu ukończono na przełomie 1938 i 1939 roku, oblot został wykonany wiosną 1939 roku przez konstruktora na lotnisku w Skniłowie. Dalsze loty wykonywał pilot Zbigniew Żabski. Szybowiec wykazał się zakładanymi osiągami w zakresie niskich prędkości oraz dużą doskonałością. Problemem okazała się słaba konstrukcja klap, które wyginały się i zacinały. Wada została usunięta w lipcu 1939 roku przez inż. Józefa Niespała, który zmienił ich konstrukcję. Przeprowadzono próby statyczne skrzydła, które wykazały, że konstrukcja spełnia wymagania postawione przez Instytut Techniczny Lotnictwa. Kolejne loty planowano na wrzesień 1939 roku, ale nie doszło do nich z uwagi na wybuch II wojny światowej. Jedyny zbudowany egzemplarz szybowca został zniszczony podczas bombardowania Podlaskiej Wytwórni Samolotów.

## Konstrukcja
Jednomiejscowy szybowiec wyczynowy w układzie wolnonośnego górnopłatu o konstrukcji drewnianej.
Kadłub o przekroju jajowym, o konstrukcji półskorupowej. Kabina pilota zakryta zdejmowaną osłoną, wyposażona w komplet przyrządów do lotów bez widoczności ziemi. Fotela pilota z możliwością regulacji w czasie lotu. Z przodu umieszczony hak do startu z lin gumowych i zaczep do startu na holu. Statecznik pionowy stanowił integralną część kadłuba.
Płat o „mewim” kształcie, dwudzielny o obrysie prostokątno-eliptycznym. Konstrukcja płata oparta na dwóch dźwigarach skrzynkowych. Powierzchnia kryta sklejką do drugiego dźwigara, dalej płótnem. Wyposażony w lotki wyważone masowo oraz dwuczęściowe klapy Flowera wysuwane na wózkach, z możliwością wychylenia do 40°. Napęd lotek i klap linkowy.
Usterzenie krzyżowe, wolnonośne. Statecznik poziomy niedzielony, mocowany od przodu dolnej części statecznika pionowego. Konstrukcja i pokrycie stateczników drewniane, powierzchnie sterowe kryte płótnem. Napęd sterów linkowy.
Podwozie jednotorowe złożone z amortyzowanej płozy podkadłubowej i amortyzowanej płozy ogonowej. Do startu za samolotem stosowano odrzucany dwukołowy wózek.